# 王崇獻
王崇獻（1470年—？），字季徵，山東兖州府曹州曹縣人，民籍，明朝政治人物。

## 生平
弘治八年（1495年）中式乙卯科山東鄉試第二名舉人。弘治九年（1496年）聯捷丙辰科會試第四十二名，三甲第二十九名進士。選翰林院庶吉士，改禮部主事。正德初，不滿劉瑾專權，引疾歸。劉瑾恨其避已，削籍爲民。劉瑾伏誅，王崇獻改任兵部職方司主事，陞武選司員外，不久轉車駕司郎中。陞南京尙寶司卿，引疾去。嘉靖戊子，用言者薦，起為南京通政司右參議。歷升太常少卿、南京太僕寺卿。癸巳，晉都察院左僉都御史、巡撫寧夏。三疏乞休歸里。居三十年，屢薦不起。卒祀鄕賢祠。

## 著作
著有《孫子釋疑》《小學撮要》《禮記擇言》《雙清詩集》《韻語拾遺》等書。

## 家族
曾祖王導；祖父王蘭，知府；父王珣，宁夏巡抚。母李氏（贈）；繼母孔氏；繼母黃氏（封恭人）。具庆下。
王崇獻兄弟七人，四人中進士，人稱“父子五进士”。长兄王崇儒，官江西婺源知縣；二兄王崇仁，正德三年（1508年）进士，官至陕西副使。三兄王崇文，弘治六年（1493年）进士，官山西参政；七弟王崇俭，嘉靖二十年（1541年）進士。